# Прыжок с шестом

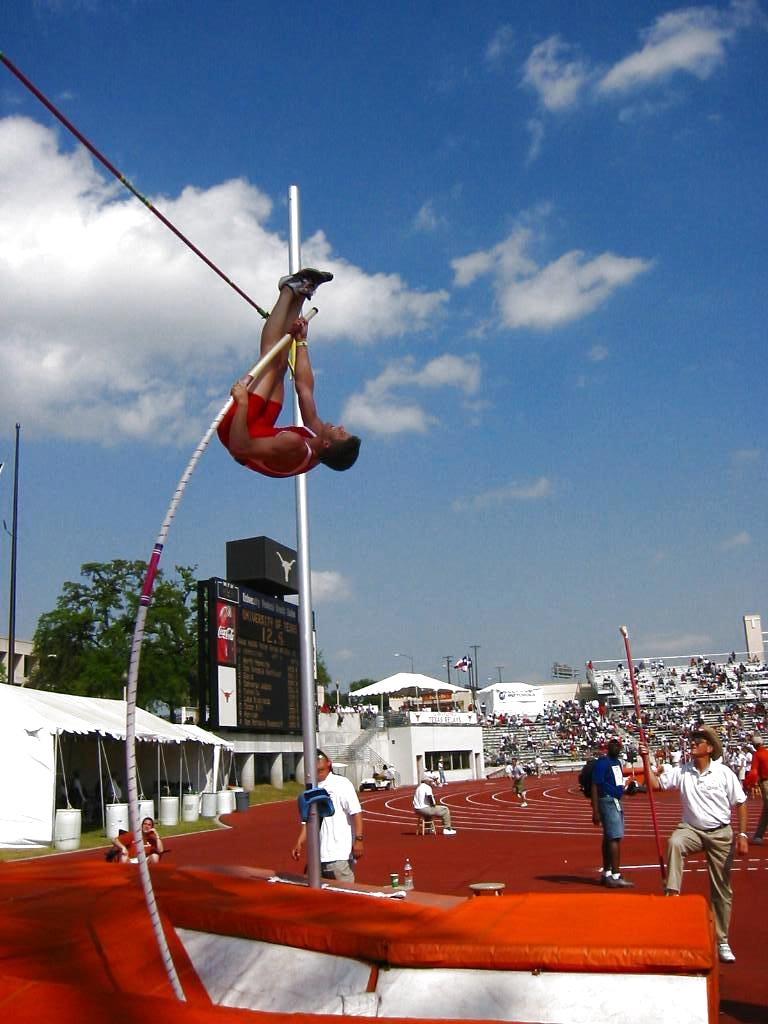
Атлет начинает преодолевать планку

Прыжо́к с шесто́м — дисциплина, относящаяся к вертикальным прыжкам технических видов легкоатлетической программы. Здесь спортсмену нужно пройти над планкой (не опрокинув её), используя легкоатлетический шест. Прыжок с шестом среди мужчин является олимпийским видом спорта с Первой летней Олимпиады 1896 года, среди женщин — с Олимпийских игр 2000 года в Сиднее. Входит в состав легкоатлетических многоборий.
Прыжок с шестом является одним из четырёх главных видов прыжков (помимо прыжков в длину, тройных прыжков и прыжков в высоту). Также прыжок с шестом является самой неординарной технической дисциплиной. Только здесь (за исключением всех метательных дисциплин) нужны посторонние предметы, чтобы достичь заданной цели. Прыгуны с шестом обязаны иметь отличную гимнастическую подготовку и даже, может быть, пройти обучение в гимнастической школе (оно было у таких спортсменов, побивших мировые рекорды, как Елена Исинбаева, Брайан Штернберг).

## Правила
Соревнования по прыжку с шестом происходят в секторе для прыжка с шестом, оборудованном планкой на держателях и местом для приземления. Спортсмену на предварительном этапе и финале даётся по три попытки на каждой высоте. Прирост высот в ходе соревнований определяется судьями, он не может быть менее 5 см. Обычно на малых высотах планка поднимается с шагом 10—15 см и затем шаг переходит к 5 см.
Расстояние между держателями планки 4,5 м. Размеры места приземления 6×6 (5×5 для региональных соревнований) м. Длина дорожки для разбега — не менее 40 м, ширина — 1,22 м.
Попытка считается неудачной, если:
- в результате прыжка планка не удержалась на стойках;
- спортсмен коснулся поверхности сектора, включая место приземления, расположенное за вертикальной плоскостью, проходящей через дальний край ящика для упора, любой частью тела или шестом;
- спортсмен в фазе полёта руками попытался удержать планку от падения.

Удачную попытку судья отмечает поднятием белого флага. Если планка упала со стоек после поднятия белого флага, это уже не имеет значения — попытка засчитана. Если при выполнении попытки шест сломается, спортсмен имеет право выполнить попытку заново.
|  |  |  |  |  |  |

|  |  |  |  |  |  |

## Тактика
Возможность пропускать высоты и переносить попытки является основным тактическим приёмом в ходе соревнований. Типичный приём в случае неудачной попытки на очередной высоте — это перенести две попытки на следующую высоту.
Соревнования в прыжке с шестом — одни из самых длительных в легкоатлетических секторах и иногда затягиваются на много часов.
В последнее время рассматриваются альтернативные варианты правил, при которых спортсменам (как в тяжёлой атлетике) даётся фиксированное количество попыток на все соревнования.

## История

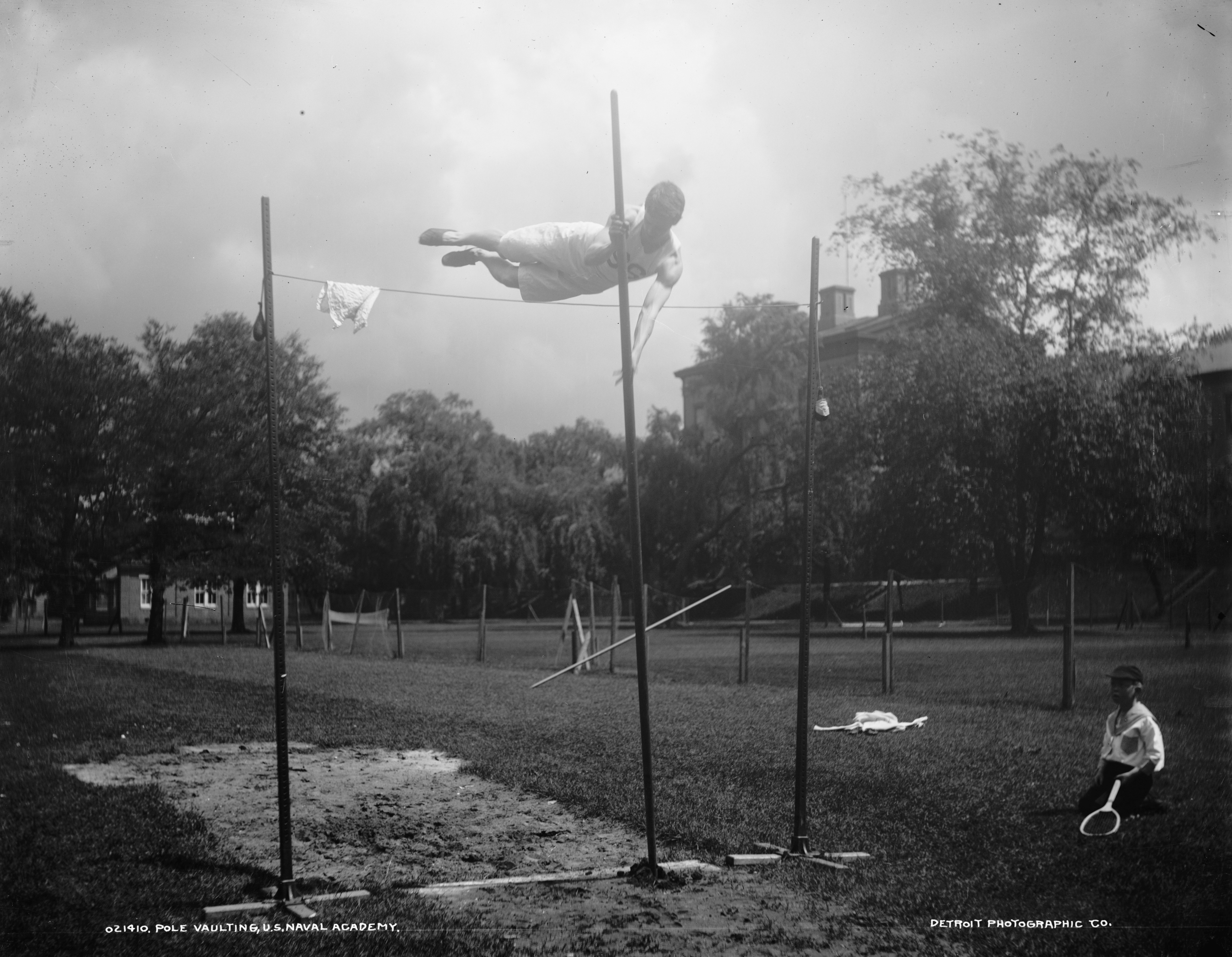
Прыгун с шестом в Военно-морской академии США. Фото 1890-х годов

### Деревянный шест
Шест постоянно применялся людьми с незапамятных времён для преодоления естественных препятствий. Соревнования в прыжках с шестом проводились уже в Древней Греции, а также кельтами и жителями древнего Крита. Но только в XIX веке его стали использовать как спортивный снаряд для преодоления планки. Первый рекорд составлял 2,50 м был зарегистрирован на соревнованиях в Германии в 1790 году. Изначально шесты изготавливали из жёстких и твёрдых пород дерева: ясеня или гикори. Одной из разновидностей техники на таком прочном шесте было при разбеге воткнуть шест и в процессе прыжка влезть по нему наверх к планке. К 1888 году благодаря этой хитрости удалось довести рекорд до 3,55 м, но в 1889 техника «лазанья» была запрещена на официальных соревнованиях. В начале XX века шесты из ясеня были вытеснены лёгкими и упругими шестами из бамбука, которые доминировали около 50 лет. Выбор шеста индивидуально для атлета был настоящим искусством, когда приходилось перебирать сотни деревянных заготовок. Такие шесты часто ломались, характеристики зависели от погодных условий, служили максимум два сезона и были крайне неудобны.
В 1886 году было разыграно первенство Великобритании по прыжкам в высоту.

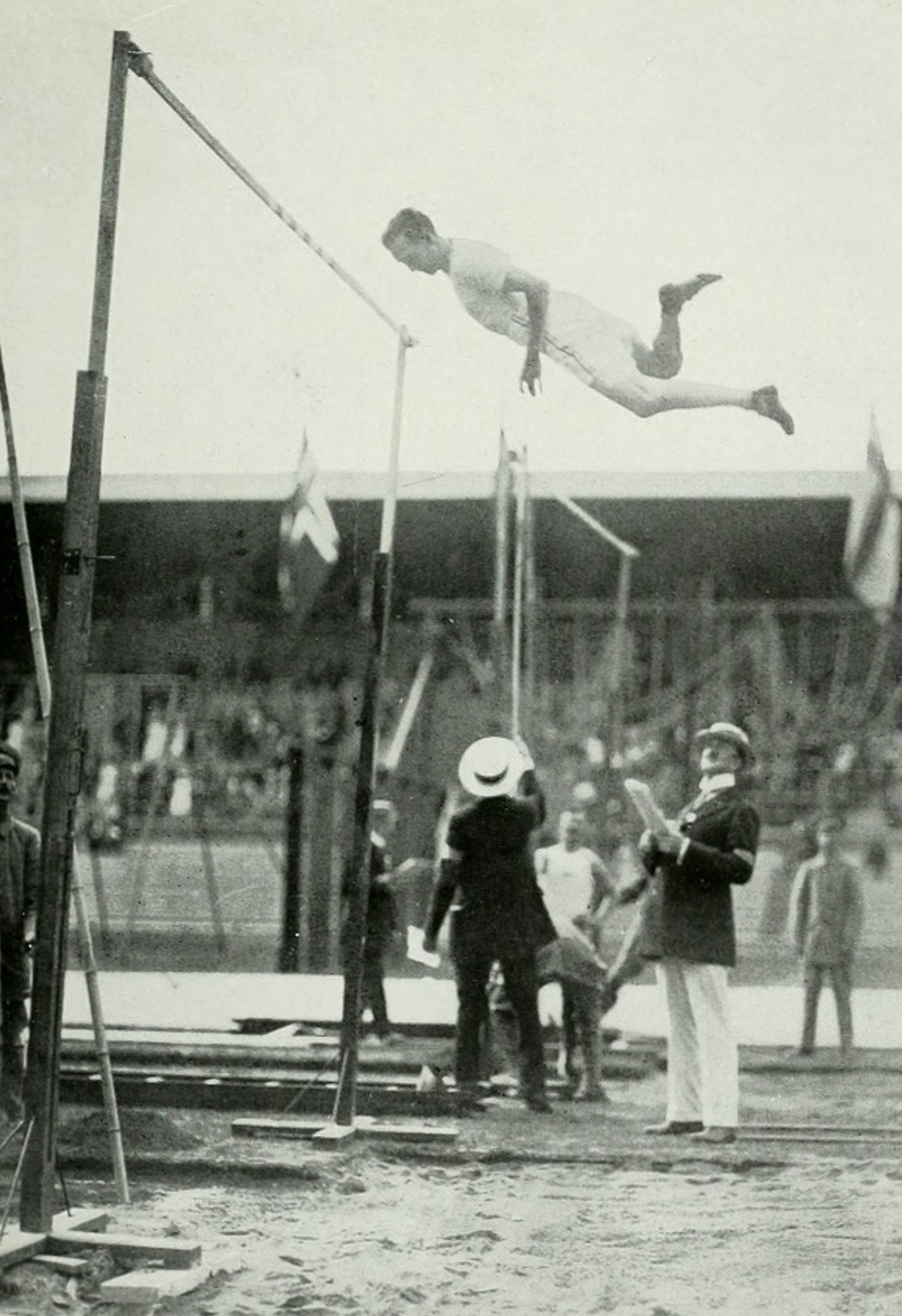
Техника прыжка с деревянным шестом (1912)

8 июня 1912 года был впервые преодолён четырёхметровый рубеж, Маркус Райт достиг отметки 4,02 м и с неё начался отсчёт мировых рекордов. Техника преодоления планки в корне отличалась от современной. После толчка шестом атлет переходил в вис, мощным махом переносил тело над планкой и только полностью переместившись за планку отпускал несгибаемый снаряд. Мировой рекорд на бамбуковых шестах достиг в 1942 году отметки 4,77 м усилиями американца Корнелиуса Вармердама.

### Металлический шест
В 1936 году IAAF разрешила в правилах использовать любой материал для изготовления шеста. На чемпионате Европы 1946 года шведские атлеты впервые продемонстрировали металлические шесты. Они были намного удобнее деревянных, но побить мировой рекорд долго не удавалось.
Американский легкоатлет и священник, которого прозвали «летающий пастор» — Роберт Ричардс на металлических шестах дважды побеждал на Олимпийских играх: в Хельсинки (1952) — 4 м 55 см и в Мельбурне (1956) — 4 м 56 см. Только в 1957 году Роберт Гутовски превзошёл на 1 см рекорд Корнелиуса Вармердама. В итоге результат 4 м 80 см оказался потолком для металлических шестов. Этот рекорд был достигнут Дональдом Брэггом в 1960 г.

### Пластиковый шест
Эксперименты по изготовлению пластиковых шестов проводились в США ещё в 1940-х годах. На Олимпийских играх в Риме (1960) были представлены первые образцы пластиковых шестов, которые произвели революцию в этой дисциплине. 20 мая 1961 года Джордж Дэвис впервые побил мировой рекорд на фибергласовом шесте. На прогресс повлияло и появление специальных материалов для изготовления безопасной ямы для приземления. За 34 года мировой рекорд вырос с 4,83 до 6,14 м. Фибергласовые шесты способны сгибаться, накапливая кинетическую энергию спортсмена так, что стрелка прогиба достигает 100—130 см у пятиметрового шеста. Затем шест распрямляется, выбрасывая прыгуна к планке. Это потребовало полностью переработать технику прыжка и повысило требования к скоростной и физической подготовке атлетов.

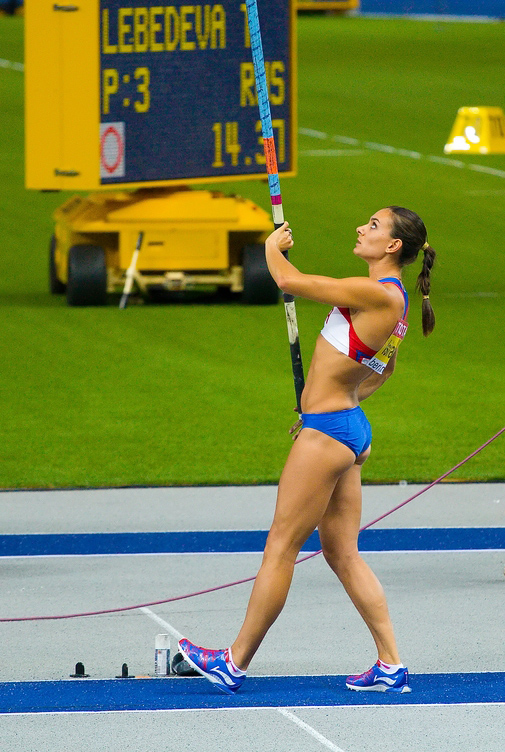
Елена Исинбаева перед прыжком

## Мировые рекорды
С 2000 года нет разделения на рекорды в помещении и на открытом воздухе, таким образом данное разделение в таблице является условным.
 не утверждён официально
| Рекорд (м)         | Рекорд (м) | Спортсмен       | Страна | Дата            | Место установления рекорда |
| ------------------ | ---------- | --------------- | ------ | --------------- | -------------------------- |
| Открытые стадионы  |            |                 |        |                 |                            |
| Мужчины            | 6,29       | Арман Дюплантис | Швеция | 12 августа 2025 | Стокгольм                  |
| Женщины            | 5,06       | Елена Исинбаева | Россия | 28 августа 2009 | Цюрих                      |
| Закрытые помещения |            |                 |        |                 |                            |
| Мужчины            | 6,22       | Арман Дюплантис | Швеция | 25 февраля 2023 | Клермон-Ферран             |
| Женщины            | 5,02       | Дженнифер Сур   | США    | 2 февраля 2013  | Альбукерке                 |
| Женщины            | 5,03       | Дженнифер Сур   | США    | 30 января 2016  | Брокпорт                   |

1. ↑  допинг-контроль не соответствовал правилам ИААФ[5]

## Атлеты, преодолевшие 6 метров
| Атлет              | Страна         | Открытый стадион | Закрытый стадион | Год первого выполнения 6-метрового прыжка |
| ------------------ | -------------- | ---------------- | ---------------- | ----------------------------------------- |
| Сергей Бубка       | СССР / Украина | 6,14             | 6,15             | 1985                                      |
| Родион Гатауллин   | СССР / Россия  | 6,00             | 6,02             | 1989                                      |
| Оккерт Бритс       | ЮАР            | 6,03             |                  | 1995                                      |
| Игорь Транденков   | Россия         | 6,01             |                  | 1996                                      |
| Тим Лобингер       | Германия       | 6,00             |                  | 1997                                      |
| Максим Тарасов     | Россия         | 6,05             | 6,00             | 1997                                      |
| Дмитрий Марков     | Австралия      | 6,05             |                  | 1998                                      |
| Джефф Хатвиг       | США            | 6,03             | 6,02             | 1998                                      |
| Жан Гальфьон       | Франция        |                  | 6,00             | 1999                                      |
| Дэнни Эккер        | Германия       |                  | 6,00             | 2001                                      |
| Тимоти Мак         | США            | 6,01             |                  | 2004                                      |
| Тоби Стивенсон     | США            | 6,00             |                  | 2004                                      |
| Пол Берджесс       | Австралия      | 6,00             |                  | 2005                                      |
| Брэд Уокер         | США            | 6,04             |                  | 2006                                      |
| Стив Хукер         | Австралия      | 6,00             | 6,06             | 2008                                      |
| Евгений Лукьяненко | Россия         | 6,01             |                  | 2008                                      |
| Рено Лавиллени     | Франция        | 6,02             | 6,16             | 2009                                      |
| Тиаго Брас         | Бразилия       | 6,03             |                  | 2016                                      |
| Пётр Лисек         | Польша         |                  | 6,00             | 2017                                      |
| Сэм Кендрикс       | США            | 6,00             |                  | 2017                                      |
| Тимур Моргунов     | Россия         | 6,00             |                  | 2018                                      |
| Арман Дюплантис    | Швеция         | 6,29             | 6,22             | 2018                                      |
| Эрнест Джон Обьена | Филиппины      | 6,00             |                  | 2023                                      |

## Женщины, преодолевшие 5 метров
| Спортсменка       | Страна | Открытый стадион | Закрытый стадион | Год первого выполнения 5-метрового прыжка |
| ----------------- | ------ | ---------------- | ---------------- | ----------------------------------------- |
| Елена Исинбаева   | Россия | 5,06             | 5,01             | 2008                                      |
| Дженнифер Сур     | США    |                  | 5,02; 5,03       | 2013                                      |
| Сэнди Моррис      | США    | 5,00             |                  | 2016                                      |
| Анжелика Сидорова | Россия | 5,01             |                  | 2021                                      |

1. ↑  допинг-контроль не соответствовал правилам ИААФ[5]

## Прыжок с шестом в филателии и монетах

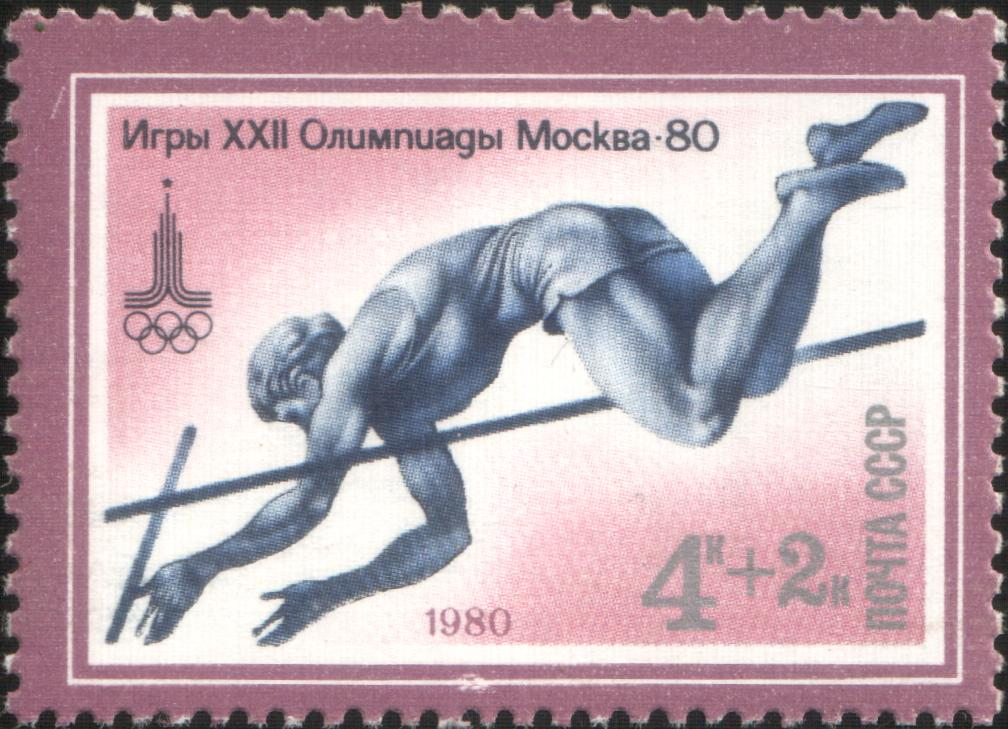
Марка СССР 1980 г.
Монета СССР, 1978 г. «Игры XXII Олимпиады Москва 1980. Прыжки с шестом», 10 рублей, 1978, серебро 900, реверс.
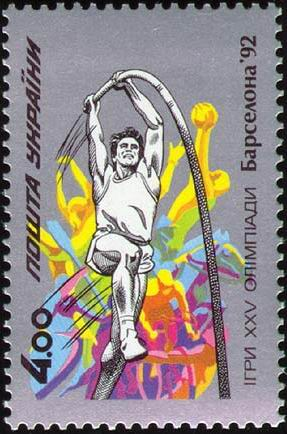
Почтовая марка Украины, 1992 год. XXV летние Олимпийские игры